# Essaim de séismes
Ne doit pas être confondu avec Trémor.

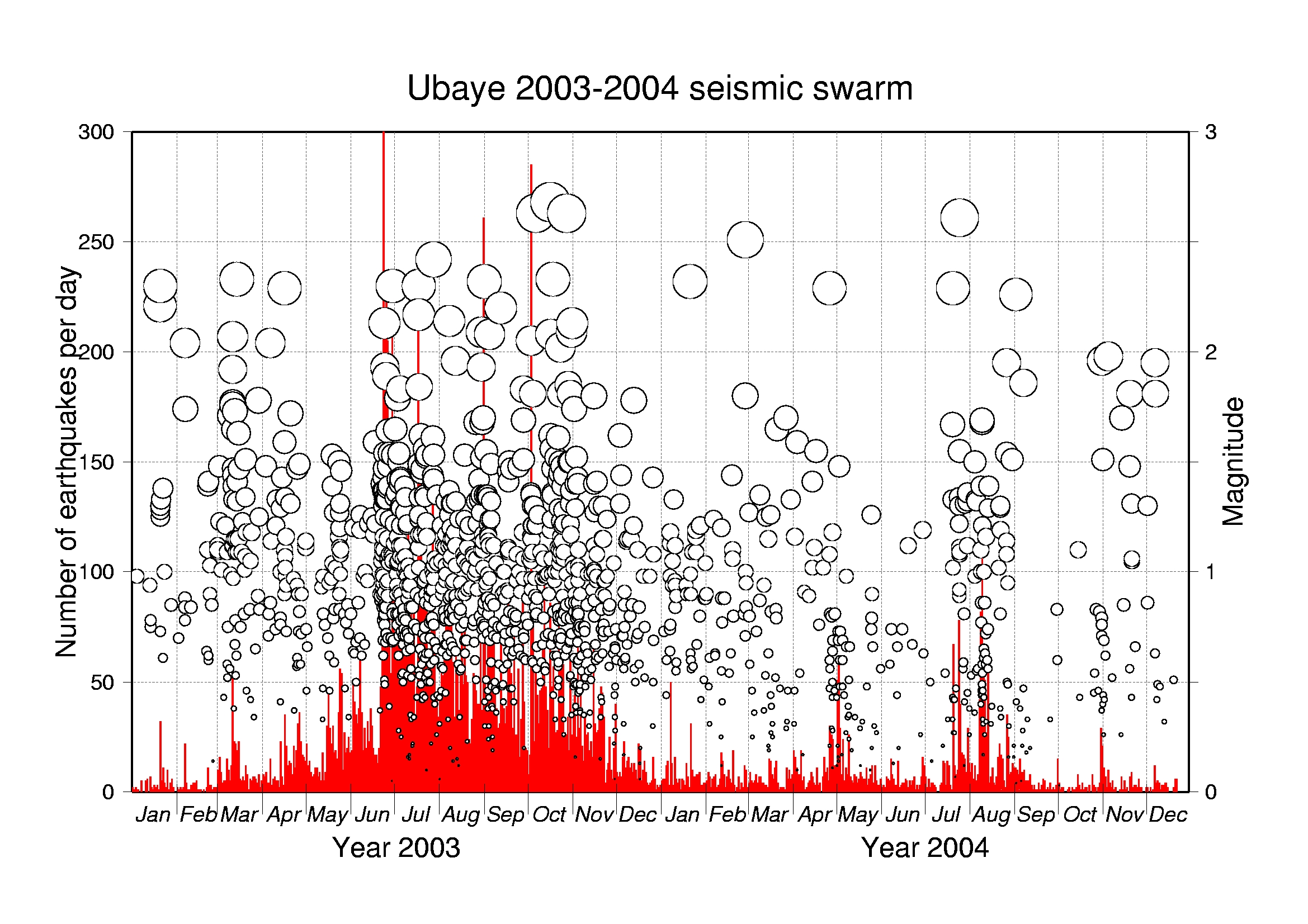
Chronologie de l'essaim de séismes de l'Ubaye 2003-2004.

Un essaim de séismes, essaim sismique ou encore essaim de sismicité est une succession de séismes qui surviennent en un endroit donné dans un temps limité, le plus souvent au cours de plusieurs jours, plusieurs mois ou parfois plusieurs années. Il est souvent impossible d'identifier, parmi ces séismes, celui qui pourrait être considéré comme le séisme principal. Ce phénomène de libération d'énergie est très différent de la séquence plus habituelle qui voit un séisme principal et initial suivi de répliques.

## Historique et généralités
Dans les monts Métallifères (Erzgebirge) qui forment la frontière entre la Tchéquie et l'Allemagne, la région du Vogtland et de la Bohême occidentale est connue depuis le XVIe siècle comme étant fréquemment le siège d'essaims de séismes qui durent quelques semaines à quelques mois. C'est le géologue autrichien Josef Knett qui, en étudiant en 1899 un essaim constitué d'une centaine de secousses ressenties en janvier-février 1824, a le premier utilisé le terme de Schwarmbeben, c'est-à-dire « tremblement [de terre] en essaim ». Le terme d'« essaim » est lié au fait que, quand on représente les différents foyers sismiques en carte, en coupe, ou encore mieux en 3D, ceux-ci donnent l'impression de s'agglutiner comme un essaim d'abeilles.
L'un des essaims les plus connus est celui de Matsushiro (près de Nagano, au nord-ouest de Tokyo) qui a duré de 1965 à 1967 en produisant environ 1 million de séismes. Cet essaim présente la particularité d'être situé juste à l'aplomb d'un observatoire sismologique établi en 1947 dans un ancien tunnel militaire. L'activité a débuté en août 1965 par trois séismes non ressentis, mais, trois mois plus tard, c'étaient 100 séismes qui étaient quotidiennement perçus par la population. Le  17 avril 1966, l'observatoire a comptabilisé 6 780 séismes, dont 585 ressentis, soit une moyenne d'un séisme ressenti toutes les 2 minutes 30 secondes. Le phénomène a été clairement identifié comme étant lié à une remontée magmatique, peut-être initiée par le séisme de Niigata qui s'était produit un an plus tôt.
Les essaims de séismes sont effectivement fréquents dans les zones volcaniques (par exemple Japon, Italie centrale, Italie insulaire, Afar ou Islande), où ils surviennent avant et pendant les éruptions. Mais ce phénomène est aussi observé dans les zones de volcanisme quaternaire ou d'hydrothermalisme (par exemple Vogtland/Bohême occidentale ou Vosges), ou bien encore — quoique plus rarement — loin des limites de plaques lithosphériques (Nevada, Oklahoma ou Écosse). Dans tous les cas, la migration de fluides sous haute pression dans la croûte semble être l'élément déclencheur et le moteur régissant l'évolution de l'essaim dans le temps et l'espace,. L'essaim du mont Hochstaufen, en Bavière, avec des foyers vers 2 km de profondeur, est l'un des rares exemples où a pu être mise en évidence une relation indubitable entre l'activité sismique et les précipitations.
Sur le plan de la sécurité civile, les essaims de séismes sont problématiques :  d'une part parce que la fin de l'activité est absolument imprévisible ; d'autre part parce qu'on n'est jamais certain qu'un séisme de plus forte magnitude ne puisse survenir (le séisme de magnitude 6,3 survenu en 2009 à L'Aquila est emblématique à cet égard). Même si un essaim ne génère habituellement que des magnitudes modérées, la persistance de séismes ressentis pendant une longue durée peut provoquer angoisse et interrogations dans la population.

## Essaims de séismes en France

### Ubaye(Alpes-de-Haute-Provence)

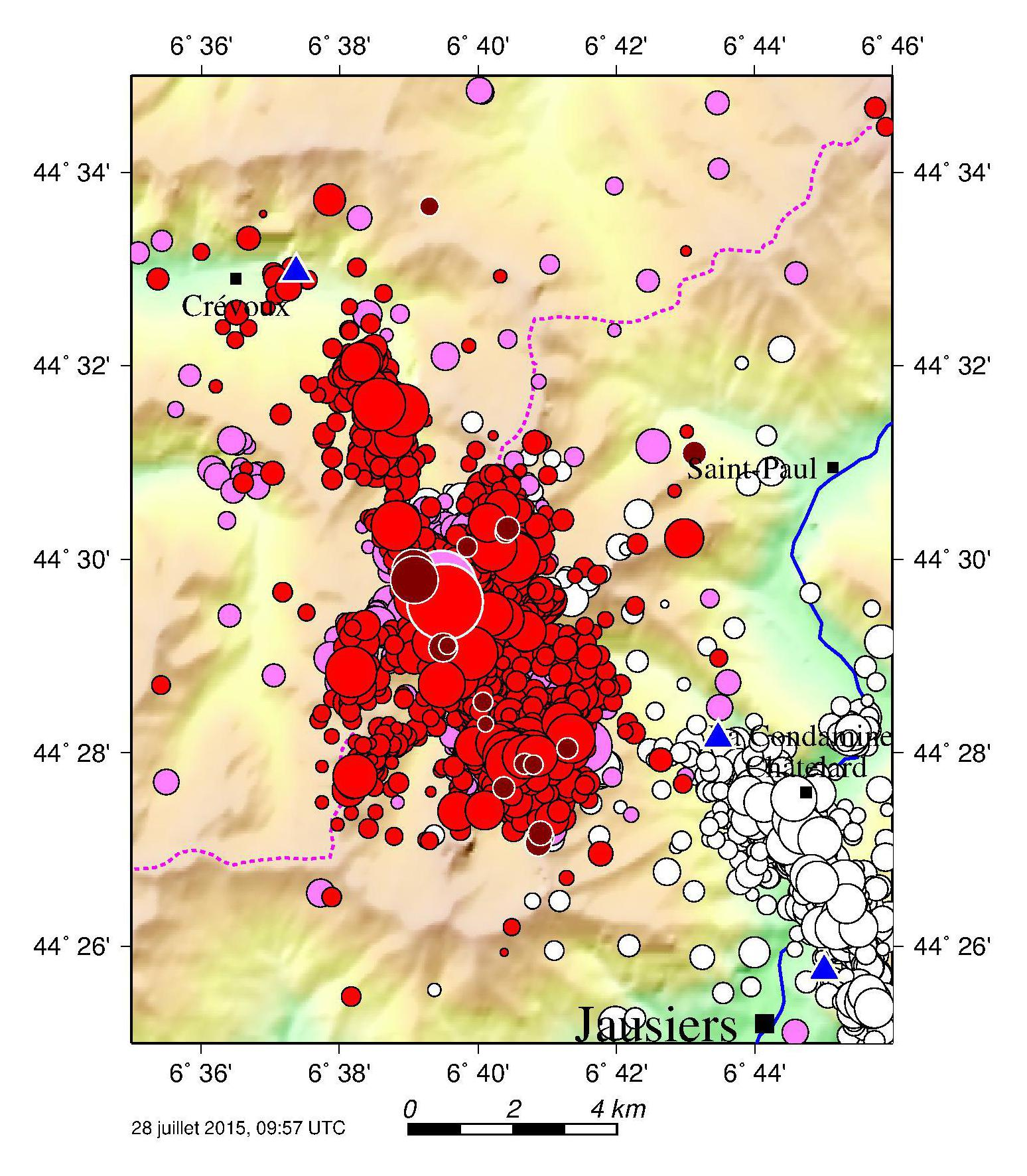
Essaims de séismes de l'Ubaye (état le 28 juillet 2015).

Plus que par des séismes classiques du type « choc principal + répliques » qui surviennent cependant de temps à autre, la vallée de l'Ubaye (Alpes-de-Haute-Provence) est caractérisée par une sismicité en essaims. C'est en particulier le cas dans sa partie haute (Barcelonnette et au-delà) où les essaims sont très fréquents et où est apparue au début du XXIe siècle à La Condamine-Châtelard une activité tout à fait exceptionnelle : un premier essaim (2003-2004) a été pris en relais par un second (2012-2014), lui-même initié par un séisme de magnitude 4,3 en février 2012, puis réactivé (2014-2015) par un second séisme de magnitude 4,8 en avril 2014,.

### Tricastin(Drôme)
Dans la basse vallée du Rhône, le Tricastin est connu depuis le XVIIIe siècle comme étant le siège d'essaims de séismes, parfois destructeurs, comme en 1772-1773 et en 1933-1936. Plus récemment (2002-2003), une faible activité est apparue pendant quelques mois, ce qui a permis de mieux comprendre les bruits de détonations et de canonnades rapportés lors des précédentes crises : une sismicité « ultra-superficielle » caractérise cette zone, avec des foyers sismiques à moins de 300 m de profondeur.

### Maurienne(Savoie)
La vallée de la Maurienne est de temps à autre le siège d'essaims de séismes de durée variable. On n'en connaît pas dans la littérature avant celui du milieu du XIXe siècle qui avait été destructeur. Au XXIe siècle, l'essaim de 2010 au sud de Saint-Michel-de-Maurienne n'a guère été remarqué ; celui de 2015-2018 dans la basse vallée, plus long et avec des magnitudes plus élevées, l'a été davantage.

### Mayotte(outre-mer)
L'île de Mayotte, département français situé dans l'archipel des Comores, dans le canal du Mozambique, connait un essaim de séismes depuis le  10 mai 2018. En un mois et demi, plus de 1 500 secousses, ressenties ou non par la population, sont capturées par les instruments de mesure, notamment ceux de l'antenne locale du BRGM. Le séisme le plus fort à ce jour[Quand ?] a été ressenti le  15 mai 2018 à 18h48 heure locale, avec une magnitude de 5,8. Il s'agit de la plus forte secousse jamais enregistrée dans la zone des Comores. Les épicentres des séismes se situent à une distance oscillant entre 40 et 60 km à l'est du chef-lieu Mamoudzou. Les causes du phénomène sont à ce jour mal connues. L'essaim est toujours en cours, mais s'est affaibli depuis août 2018. Le 11 novembre, à 9 h 30 (heure universelle), un séisme dont l'épicentre est situé à 25 km de l'île voit ses ondes se propager à travers la planète, intriguant la communauté scientifique.
En mai 2019, la campagne scientifique « MAYOBS » révèle l'existence d'un volcan de 800 m de hauteur situé à 50 km à l'est de Mayotte, à 3 500 m de profondeur, formé en moins d'un an à partir d'une base de 4 à 5 km de diamètre. Les sismomètres sous-marins ont révélé que les épicentres des séismes étaient en réalité plus proches de Mayotte mais aussi plus profonds, à 10 km à l'est de Mayotte (contre 50 selon les premières estimations) mais entre 20 et 50 km de profondeur, ce qui est étonnamment profond s'agissant d'une chambre magmatique.